# Jaie Toohey
Jaie Toohey (1991) es un deportista australiano que compite en ciclismo en la modalidad de BMX estilo libre. Consiguió cinco medallas en los X Games.

## Medallero internacional
| \| X Games de Verano \| X Games de Verano \| X Games de Verano \| X Games de Verano \| \| Año \| Lugar \| Medalla \| Prueba \| \| ----------------- \| --------------------------- \| ----------------- \| ------------------ \| \| 2021 \| California (Estados Unidos) \| Medalla de plata \| Dirt – Mejor truco \| \| 2022 \| California (Estados Unidos) \| Medalla de plata \| Dirt \| \| 2022 \| California (Estados Unidos) \| Medalla de bronce \| Megaparque \| \| 2023 \| California (Estados Unidos) \| Medalla de bronce \| Megaparque \| \| 2024 \| California (Estados Unidos) \| Medalla de bronce \| Dirt – Mejor truco \| |                             |                   |                    |
| X Games de Verano |                             |                   |                    |
| Año | Lugar                       | Medalla           | Prueba             |
| 2021 | California (Estados Unidos) | Medalla de plata  | Dirt – Mejor truco |
| 2022 | California (Estados Unidos) | Medalla de plata  | Dirt               |
| 2022 | California (Estados Unidos) | Medalla de bronce | Megaparque         |
| 2023 | California (Estados Unidos) | Medalla de bronce | Megaparque         |
| 2024 | California (Estados Unidos) | Medalla de bronce | Dirt – Mejor truco |